# Thunbergia pondoensis
Thunbergia pondoensis är en akantusväxtart som beskrevs av Gustav Lindau. Thunbergia pondoensis ingår i släktet thunbergior, och familjen akantusväxter. Inga underarter finns listade i Catalogue of Life.